# 自由広場 (トビリシ)
自由広場（じゆうひろば、グルジア語: თავისუფლების მოედანი、グルジア語ラテン翻字: Tavisuplebis Moedani、グルジア語発音: [tʰavisupʰlɛbis mɔɛdani]）は、ジョージアのトビリシ中心部ルスタヴェリ大通り東端にある広場。
ロシア帝国時代はエリヴァン広場、エリヴァンスキー広場ないしパスケヴィチ＝エリヴァンスキー広場（グルジア語: ერევანსკის მოედანი、グルジア語ラテン翻字: Erevanskis Moedani、ロシア語: Эриванскская площадь、ロシア語ラテン翻字: Erivanskskaya Ploshchad）として知られ、ソビエト連邦時代はベリア広場（グルジア語: ბერიას მოედანი、グルジア語ラテン翻字: Berias Moedani）およびレーニン広場（グルジア語: ლენინის მოედანი、グルジア語ラテン翻字: Leninis moedani）と呼ばれた。

## 歴史

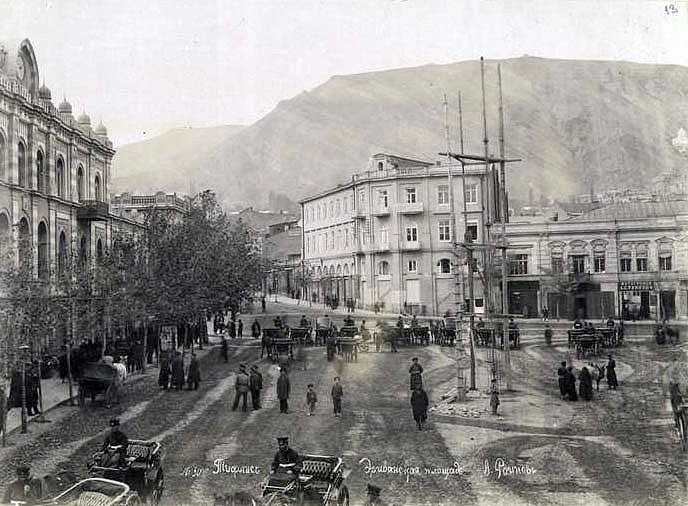
1870年代のパスケヴィチ＝エリヴァン広場

この広場の名前は、ロシア帝国によるエリヴァン征服を称え、ロシア帝国陸軍のウクライナ人将軍であるエリヴァン伯イヴァン・パスケヴィチにちなんで名づけられた。ソビエト時代、広場の名前は2度変更された。1度目の変更では「ベリア広場」に、2度目の変更では「レーニン広場」となった。その後ロシア帝国が崩壊しグルジア民主共和国が成立した1918年、この広場は「自由広場」と命名された。
自由広場は1907年チフリス銀行強盗事件の事件現場であり、またジョージアのソビエト連邦からの独立、バラ革命など、さまざまな大規模なデモが行われた場所でもある。2005年、ジョージアのミヘイル・サアカシヴィリ大統領とアメリカのジョージ・W・ブッシュ大統領が第二次世界大戦終戦60周年を記念して、自由広場にて約10万人の観衆の前で演説を行った。この際、アルメニア系ジョージア人のウラジミール・アルチュニアンが手榴弾を投擲し、ブッシュ大統領の殺害を試みる事件が発生した。

## 記念碑
自由広場の北側には、噴水とアレクサンドル・プーシキンの胸像が設置された小さなオープンスペースがある。このオープンスペースの近くには有名な共産主義者カモが埋葬されていたが、スターリン体制下に非公開の場所に移された。
ソビエト連邦時代にはウラジーミル・レーニンの大きな像が設置されていたが、1991年8月に撤去された。2006年11月23日、広場中央に聖ゲオルギオスがドラゴンを討伐したことを描いた自由の記念碑が落成。この像はズラブ・ツェレテリによって製作された。
この自由広場からは、ルスタヴェリ大通り、プーシキン通り、コテ・アプハジ通り、シャルヴァ・ダディアニ通り、ガラクティオン・タビゼ通り、ギオルギ・レオニゼ通りの6本の道路が分岐している。